# Garlejów Groń
Garlejów Groń (730 m) – szczyt w Paśmie Pewelskim (zwanym także Czeretnikami), które w regionalizacji fizycznogeograficznej Polski według Jerzego Kondrackiego zaliczane jest do Beskidu Makowskiego, w nowszej regionalizacji z 2018 roku do Pasm Pewelsko-Krzeszowskich. Znajduje się między szczytami Madeje i Gracówka. Nazwa Garlejów Groń używana jest przez miejscową ludność i pochodzi od pobliskiego przysiółka Garleje.
W północno-zachodnie i porośnięte lasem stoki Garlejowego Gronia wcinają się dolinki źródłowych cieków Potoku Grabskiego. W południowo-wschodnim kierunku Garlejów Groń tworzy krótki grzbiet oddzielający dolinki dwóch potoków uchodzących do Pewlicy; po wschodniej stronie jest to potok Głęboki, po zachodniej Mały Potok. Grzbiet ten jest w dużym stopniu bezleśny, zajęty przez stopniowo zarastające pola miejscowości Pewel Wielka. Stok północno-zachodni należy do wsi Pewel Ślemieńska (obydwie miejscowości są w województwie śląskim, powiecie żywieckim).
Dzięki odkrytym ternom z grzbietu Garlejów Gronia rozciąga się dobra panorama widokowa.

## Szlak turystyczny
żółty: Pewel Mała – Janikowa Grapa – Beskid – Madeje – Garlejów Groń – Zawaliska – Baków – Ubocz – Gachowizna. Czas przejścia: 2:30 h, ↓ 2:10 h
 szlak rowerowy z Jeleśni